# あいづ統括センター
あいづ統括センター（あいづとうかつセンター）は、東日本旅客鉄道（JR東日本）東北本部の駅・運転士・車掌を所管する組織である。
2023年6月1日に会津若松、会津坂下、会津宮下、会津川口、只見の各駅、会津若松運輸区を統合して発足。

## 所管

### 駅
- 会津若松駅 - 所長所在駅
- 会津坂下駅

※ 上記は直営駅（有人駅）のみ記載
- 磐越西線 : 上戸駅 - 喜多方駅
- 只見線 : 七日町駅 - 只見駅

### 乗務員
- 会津若松駅構内に設置（旧会津若松運輸区）
- 担当線区（運転士）
  - 磐越西線：全線
  - 只見線：会津若松駅 - 只見駅間
- 担当線区（車掌）
  - 磐越西線：全線
  - 信越本線：新津駅 - 新潟駅間
  - 快速 : あいづライナー
  - 臨時列車

## 歴史
- 2023年6月1日 - あいづ統括センター（会津若松、会津坂下、会津宮下、会津川口、只見の各駅、会津若松運輸区の統合）が発足。
- 2023年12月1日 - 会津宮下駅が無人化。
- 2024年4月1日 - 会津川口駅が簡易委託化。
- 2025年4月1日 - 只見駅が簡易委託化。

| スタブアイコン | サブスタブ | この項目は、まだ閲覧者の調べものの参照としては役立たない、鉄道に関連した書きかけの項目です。この項目を加筆・訂正などしてくださる協力者を求めています（P:鉄道/PJ:鉄道）。 |